# Exhyalanthrax anisospilus
Exhyalanthrax anisospilus är en tvåvingeart som först beskrevs av Hesse 1956.  Exhyalanthrax anisospilus ingår i släktet Exhyalanthrax och familjen svävflugor. Inga underarter finns listade i Catalogue of Life.